# Thomas Jefferson Jackson See

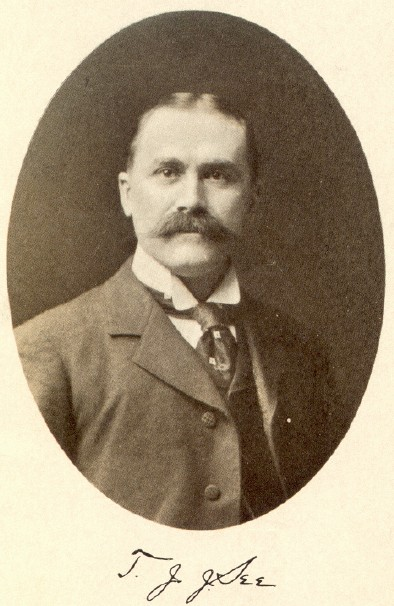
Thomas Jefferson Jackson See.

Thomas Jefferson Jackson See ou TJJ See (19 de fevereiro de 1866 – 4 de julho de 1962) foi um astrônomo e matemático estadunidense. See foi capitão da marinha americana, trabalhava na estação de Mare Island perto de San Francisco. Sua função era manter o tempo padrão para a costa oeste americana. Mas ele também era um cientista que estudara astronomia na juventude. Foi o primeiro americano a concluir um doutorado em astronomia. Se doutorou na Alemanha, o que era inédito na época. Os EUA ainda eram atrasados cientificamente no século XIX.

## Teoria da captura
A Estação de Mare Island tinha um observatório e sua função lhe deixava bastante tempo para teorizar a formação da Lua.
Ele analisou a teoria da coagregação de Édouard Albert Roche e a da fissão teorizada por George Darwin, relativas a origem da Lua, e não ficara convencido. Aos poucos chegou a uma ideia completamente diferente que veio a se chamar teoria da captura (ou The Capture Theory of Cosmical Evolution em inglês). Segundo ele, a Lua se formara em outra parte do sistema solar e orbitara o sol como todos os outros planetas. Mas em algum momento aproximara-se demais da Terra e fora capturada pela gravidade do planeta.
Haveria algo chamado "meio resistente" no espaço, sabemos hoje que nunca existiu. See nunca explicou de forma adequada o que seria o meio resistente. Cogitava que poderiam ser pequenas partículas de matéria, mas tinha certeza que não existiam mais.
Achava que, para que a Terra capturasse a Lua esta teria vindo de longe. Encontrara um meio resistente e desacelerara, então foi capturada pela Terra. Talvez não na hora, pode ter demorado. É como alguém praticando "bungee jumping". Desce e sobe várias vezes, mas sobe cada vez menos. Até que fica parado embaixo.
A teoria de Thomas See poderia explicar os diferentes conteudos de ferro entre a Terra e a Lua que as hipóteses da coagregação e da fissão não conseguiram explicar. Se a Lua se formara em outra parte, sua composição poderia ser muito diferente. Por outro lado, a ideia de que a gravidade da Terra poderia capturar e reter um objeto tão grande era improvável já que não existe nenhum meio resistente capaz de deter um corpo do tamanho da Lua.
A teoria de formação da lua mais aceita hoje é a Hipótese do grande impacto.